# Gianmario Balzarini
Gianmario Balzarini (Cremona, 1º dicembre 1945 – Castiglione delle Stiviere, 4 agosto 1986) è stato uno psicoterapeuta italiano, fondatore della Analisi immaginativa.

## Biografia
Laureatosi in lettere e specializzato in Psicologia presso l'Università degli Studi di Torino, è autore di numerosi articoli in riviste nazionali ed internazionali, quali Annali di neuropsichiatria e Psicoanalisi e Psychopathologia.
Nel 1972 fondò l'Istituto di Analisi Immaginativa e nel 1975 la SIPAI (Società Italiana di Psicoterapia Analitica Immaginativa), coadiuvato da un gruppo di colleghi psicoterapeuti.
Balzarini, raccogliendo il desiderio dei soci SIPAI di diffondere maggiormente questa nuova tecnica di psicoterapia, si assunse l'impegno di rendere operativo quello che per i suoi collaboratori era solo un progetto, e così attivò nel 1979 la Scuola Superiore di Formazione in Psicoterapia a Cremona.
Nel 1983 Balzarini ottenne, per l'Istituto di Analisi Immaginativa (e per la Scuola Superiore di Formazione in Psicoterapia di Cremona) il patrocinio della Clinica Psichiatrica dell'Università di Brescia, di cui è direttore Augusto Ermentini.
In considerazione della maturità raggiunta in campo clinico dall'Analisi Immaginativa, Balzarini, coadiuvato dai membri della SIPAI e dai primi allievi dell'Istituto di Analisi Immaginativa, organizzò, nel 1985 a Venezia, il primo Congresso Nazionale della Società. In seguito l'analisi immaginativa si arricchì del contributo teorico e pratico di altri psicoterapeuti, diventando più definita nella sua impostazione metodologica e clinica.
Nell'opera, pubblicata postuma, Analisi Immaginativa, Balzarini esprime gli aspetti fondamentali del suo pensiero, sviluppato successivamente dagli altri collaboratori della SIPAI.
Muore in un incidente stradale nell'agosto del 1986.

## Il pensiero
Da Robert Desoille, fondatore del metodo del rève éveillé dirigé, Balzarini attinge il metodo di psicoterapia dell'immagine. Il metodo di Desoille ha il suo perno nel fatto stesso di immaginare, che diviene l'elemento essenziale della cura; nel metodo dell'Analisi Immaginativa, invece, il perno della cura è il transfert, e lo scenario immaginario è il teatro di rappresentazioni di ciò che avviene in ambito transferale.

Balzarini stesso dà una definizione di Analisi Immaginativa in un'intervista pubblicata su Synthesis: 